# 리우돌프 (작센 공작)

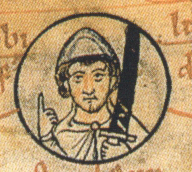
리우돌프 (12세기에 그려진 가계도에서)

리우돌프(Liudolf, 805년/806년? - 864년 또는 866년 3월 12일)는 독일 작센 족의 부족장 출신 프랑크 왕국과 동프랑크 왕국의 귀족이자 왕족이다. 경건왕 루트비히 1세의 외손녀사위이자 황제 베렝가리오 1세의 매제였고, 소 루트비히의 왕후 리우트가르트의 아버지였다. 또한 하인리히 1세의 할아버지로, 문헌에 행적이 명확히 나타나는 작센 왕가의 첫 인물이자, 918년부터 독일을 통치한 오토 왕가의 실질적인 시조이다.
그의 정치적인 고향은 옛 작센의 동부 지방이었다. 독일인 루트비히를 따라 동프랑크 왕국 동부에 출몰하는 노르만 바이킹의 침략, 슬라브계 민족 폴라비안의 침략과 대 모라비아인을 격퇴하고, 작센 부족 귀족 내에서 자신의 정치적 영향력을 꾸준히 행사하였다. 아내인 오다와 함께 간더스하임(Gandersheim)에 브룬스하우엔 성당과 수녀원을 세웠다.

## 생애
리우돌프는 805년 또는 806년 경에 태어났다. 작센 족(또는 색슨 족) 출신 부족장 브룬(Brun) 또는 브룬하르트(Brunhart)와 베릴라의 기셀라(Gisla von Verla)의 아들이었고, 그의 일가의 고향이자 근거지는 베스트팔렌 근처로 추정된다. 훗날의 간더스하임의 사제 에베르하르트가 쓴 연대기에서, 리우돌프에 대한 기록에 그의 아버지는 브룬 또는 브룬하르트라는 언급이 나타나며, 아버지 브룬의 행적에 대해서는 정확히 알려진 것이 없다. 리우돌프의 부인은 경건왕 루트비히 1세의 외손녀이자 이탈리아 프리울리 후작 프리울리의 에버하르트의 딸 기셀라와, 빌룽 가문 출신으로 빌룽(Billung)과 아에다(Aeda)의 딸 오다이다. 그의 부인 오다는 913년 혹은 917년 5월 17일에 사망했는데, 103세까지 생존했다고 한다.
그의 가계에 대한 정확한 기록은 다소 모호한데, 그의 딸로 후일 브루스하우엔 수녀원의 수녀이자 명망있는 인사였던 아기우스(Agius) 수녀의 일대기에 의하면 그의 가문은 지역의 고귀한 혈통에서 유래했다고 한다. 10세기 중반의 한 독일 문헌에도 그의 가문이 어느 이름을 알 수 없는 고귀한 혈통에서 유래했다고 언급되어 있다. 한편 9세기 초 카롤루스 대제에게 저항했던 선대의 작센 부족출신 공작 비두킨트(Widukind)와는 정확히 어떤 관계인지, 혈연관계는 알려지지 않았다. 일설에는 그의 가계가 카롤루스 대제가 작센을 정복한 뒤, 그라프로 봉직한 가문이었을 것으로 보기도 한다.
작센의 여수도사 이다(Ida)와는 어떤 관계인지는 알려지지 않았는데, 이다는 카를 마르텔의 아들 카를로만의 후손 혹은 베른하르트의 후손으로 추정되는 가톨릭 여성 수도자였다. 한 문헌에 의하면 리우돌프와 그의 아들 광휘공 오토가 자신의 영지 내에 있는 이다의 무덤을 돌보지 않았다는 비판이 있다. 또한 리우돌프는 어린 시절에 죽은 아들을 이 지역에 묻었는데, 그의 이름이 전하지 않는 어린 아들의 무덤은 하르츠펠트의 평원에 있다. 하르츠펠트의 평원은 이다의 남편 에크베르트의 소유였는데, 후일에 리우돌프가 소유했고, 나중에는 광휘공 오토의 소유가 되었다. 독일의 역사가 알베르트 K. 홈베르크(Albert K. Hömberg)는 그가 이타와 에크베르트의 손자로 추정된다고 보기도 했다. 이다의 아들 콥보(Cobbo)는 리우돌프와 마찬가지로 독일인 루트비히의 측근에서 활동한 인물이었다. 콥보는 에일라(Eila)라는 여성과의 사이에서 리우돌프라는 이름의 아들을 두었는데, 그가 이 리우돌프라는 설도 있다.
그의 생에에 대해서 정확하게 알려진 것은 없다. 850년경부터 동부 작센 지방에 거주하던 동 작센 족을 지휘하였으며, 프랑크 왕국과 독일의 사가들은 그를 동부 작센의 공작(dux Orientalis Saxonum)이라 칭했다. 850년 무렵 그는 동부 작센의 공작 외에도 이스트팔리아(Eastphalia)의 백작 직에 임명되었다. 그는 오스트팔렌(Ostfalen)에서 슬라브족과의 국경지대 일대에 영지를 소유하고 있었다. 그는 하르츠(Harz) 서쪽의 산기슭과 라이네 강(Leine River) 일대까지 영토를 확장하였다.
845년 혹은 846년의 어느 시점에 리우돌프와 그의 아내는 이탈리아의 로마로 성지 순례 여행을 다녀왔으며, 이때 교황 세르지오 2세의 승인을 얻어 자신의 영지에 성당을 짓기 시작, 852년]경 교황 성 아나스타시우스와 성자들에게 헌정된 성당을 건립하였다. 자신의 영지인 간더스하임 내 브룬스하우엔(Brunshausen)의 자신의 영지에 수도원을 설립하고 힐데스하임의 주교 알트프리드에게 봉헌하였다. 후일 리우돌프의 딸 중 한 명인 하트문모다(Hathumoda)는 877년 브룬스하우엔 수녀원의 수녀원장직을 역임하기도 했다. 브룬스하우엔 수도원은 919년 그의 손자 하인리히 1세가 제국의 공식 수도원(Imperial monastery)으로 격상시켰다.
그는 동프랑크 왕국의 군사 사령관이자 공작(dux)으로도 활동했고, 독일인 루트비히를 따라 동프랑크 왕국 동부에 출몰하는 노르만 바이킹의 침략, 슬라브계 민족 폴라비안의 침략과 대 모라비아인들과 교전, 격퇴하였다. 그밖에도 동부 프랑크를 침략한 슬라브 족을 여러 번 격퇴하였다.
그는 독일인 루트비히의 통치기간 중 동프랑크 왕국의 유력 귀족으로 올라섰다. 또한, 독일인 루트비히는 제국의 정권을 잡는데 치중하는 동안, 리우돌프는 자신의 조상으로부터 물려받은 지위 외에도 자신의 지위를 이용하여 작센의 귀족들 사이에서 영향력을 행사하여, 나중에는 작센 귀족들 사이에서 주도권을 획득하였다. 또한 독일인 루트비히의 아들 청년왕 루트비히와 자신의 딸 리우트가르드의 결혼으로 작센 부족 귀족 내에 그의 영향력은 확실해졌다. 그는 간혹 작센의 부족공작들 중의 한명으로 여겨지기도 한다. 리우돌프는 864년 혹은 866년 3월 12일에 사망하였다. 자신이 소유한 브룬스하우엔 수도원(monastery of Brunshausen)에 안장되었다.

## 가계
리우돌프에게는 성년이 될 때까지 12명의 자녀가 있었다고 한다.
- 아버지 : 브룬(Brun) 또는 브룬하르트(Brunhart)
- 어머니 : 베릴라의 기셀라(Gisla von Verla)
- 부인 : 프리울리의 기셀라
- 부인 : 빌룽의 오다
- 아들 : 브룬, 작센 공작
- 아들 : 오토 1세
- 딸 : 리우트가르트
- 사위 : 소 루트비히 - 사위이자 이복 처외사촌
- 딸 : 하트모타(Hathumoda) : 수녀가 되었다.
- 딸 : 게르베르가(Gerberga) : 수녀가 되었다.
- 딸 ; 크리스티나(Christina) : 수녀가 되었다.

## 기타
오토 왕가는 그의 이름을 따서 리우돌핑 왕가로도 부른다. 리우돌프의 할머니쪽 증조부, 외외증조부가 카를 마르텔의 아들 카를로만이라는 설도 있다.

## 같이 보기
- 오토 1세 (신성 로마 제국)
- 오토 1세 (작센 공작)
- 하인리히 1세
- 리우트가르트
- 소 루트비히

## 참고 자료
- Gerd Althoff: Die Ottonen. Königsherrschaft ohne Staat. 3., durchgesehene Auflage, Kohlhammer, Stuttgart u. a., 2013, ISBN 978-3-17-022443-8.
- Gerd Althoff; Carroll, Christopher (2004). Family, Friends and Followers: Political and Social Bonds in Medieval Europe. Cambridge University Press.
- Queenship and sanctity: The lives of Mathilda and The epitaph of Adelheid. Translated by Gilsdorf, Sean. Catholic University of America Press. 2004.
- Ernst Steindorff: Liudolf (Herzog in Sachsen). In: Allgemeine Deutsche Biographie (ADB). Band 19, Duncker & Humblot, Leipzig 1884, S. 5 f.
- Riche, Pierre (1993). The Carolingians: A Family who Forged Europe. Translated by Allen, Michael Idomir. University of Pennsylvania Press.
- Widukind of Corvey (2014). Deeds of the Saxons. Translated by Bachrach, Bernard S.; Bachrach, David S. Catholic University of America Press.
- Wolfram, Herwig (2006). Conrad II, 990-1039: Emperor of Three Kingdoms. Translated by Kaiser, Denise A. The Pennsylvania State University Press.

1. ↑  Robert Folz La naissance du Saint-Empire éditions Albin Michel, Paris 1967 « Tableau généalogique de la Maison de Saxe et des lignages apparentés, p. 356-357
2. ↑  Georg Heinrich Pertz u. a. (Hrsg.): Scriptores (in Folio) 4: Annales, chronica et historiae aevi Carolini et Saxonici. Hahn, Hannover 1841, S. 166–175, hier S. 167.
3. ↑  Matthias Becher: Rex, Dux und Gens. Untersuchungen zur Entstehung des sächsischen Herzogtums im 9. und 10. Jahrhundert (= Historische Studien. Bd. 444). Matthiesen, Husum 1996, ISBN 3-7868-1444-9, S. 84.
4. ↑  Übersicht bei Winfried Glocker: Die Verwandten der Ottonen und ihre Bedeutung in der Politik. Studien zur Familienpolitik und zur Genealogie des sächsischen Kaiserhauses. Böhlau, Köln/Wien 1989 S. 254–257.
5. ↑  이 수도원은 881년 간더스하임으로 옮겨진다.